# Вулиця Івана Франка (Київ, Дарницький район)
Ву́лиця Іва́на Франка́ — вулиця в Дарницькому районі м. Києва, селище Бортничі. Пролягає від  Мостової вулиці та вулиці Шевченка до вулиці Гоголя та вулиці Млинної.
Прилучаються провулок Франка, 1-й і 4-й провулки Франка.

## Історія
Вулиця Франка виникла на межі ХІХ–ХХ століть як вулиця без назви. Сучасна назва — ймовірно з 1950–60-х років.